# Leopold Thieme
Leopold Thieme (* 15. Juli 1880 in Rochlitz; † Mai 1963 in Lübeck) war ein deutscher Maler und Zeichner.

## Leben
Nach dem Schulbesuch in Zwickau studierte Thieme ab 1900 Schiffbau in Dresden und an der Technischen Hochschule Charlottenburg, bekam aber während des Studiums Kontakte zu Kunst- und Künstlerkreisen, indem er unter anderem Max Beckmann kennenlernte. 1908 wurde er Schüler von Lovis Corinth. In Lübeck lernte er seine Frau kennen, mit der er nach der Heirat 1910 längere Zeit in Paris und in Yport in der Normandie lebte. Hier wandte er sich verstärkt dem Zeichnen mit der Rohrfeder zu. Nach Berlin zurückgekehrt stellte er bei der Berliner Sezession aus. 1915 zog er dauerhaft nach Lübeck, wo er nun seine Motive fand. In den 1920er Jahren gehörte er zum Kreis um seine Lübecker Kollegen Erwin Bossanyi, Erich Dummer und den Organisten Hugo Distler.
In der Zeit des Nationalsozialismus war Thieme Mitglied der Reichskammer der bildenden Künste, und seine Teilnahme an neun Ausstellungen ist sicher belegt, darunter 1938 und 1940 die Großen Deutschen Kunstausstellung in München. Dabei erwarb Joseph Goebbels 1938 die Bleistiftzeichnung „Norddeutsche Flusslandschaft“. Als eindrucksvolle Bestandsaufnahme verfasste Thieme einen Zyklus von Zeichnungen der Zerstörungen Lübecks durch den Luftangriff auf Lübeck Palmarum 1942, der sich als Eigentum der Gesellschaft zur Beförderung gemeinnütziger Tätigkeit in der Sammlung des St.-Annen-Museums befindet.
Ab 1960 erblindete Thieme vollständig.

## Museumsbesitz und Ausstellungen
- Gedächtnisausstellung Lübeck 1963.
- Museumsbesitz in den Graphischen Sammlungen des Museums für Kunst und Kulturgeschichte der Hansestadt Lübeck sowie der Kunsthalle zu Kiel.

## Illustrationen
- Lübecker Heimatbuch. Hrsg. im Auftrag des Senates vom Denkmalrate, Lübeck: Schmidt-Römhild 1926